# Hôtel Meliá Paris La Défense
A Hôtel Meliá Paris La Défense szálloda felhőkarcoló a párizsi La Défense üzleti központban. Courbevoie önkormányzathoz tartozik. 
A 2015. február 16-án felavatott torony magassága 82,70 méter.
A 19. emeleten egy bár várja a látogatókat, panorámás kilátással a La Défense-re és Párizsra.